# Річард Кірван
Річард Кірван (1 серпня 1733, Клофбаллімор, Голвей (графство) — 22 червня 1812, Дублін), есквайр Крегга — ірландський юрист і хімік. Був прихильником теорії флогістону. Сім'я Кірван була однією з 14 сімей, відомих як сім'я Голуей, які довгий час правили містом і околицями графства Голвей.

## Життєпис
У молодості Кірван вивчав юриспруденцію і деякий час був адвокатом, але в 1768 відмовився від практики на користь наукових пошуків. Протягом наступних дев'ятнадцяти років він жив в основному в Лондоні, спілкуючись із провідними вченими того часу. Велике знання мов дозволяло йому полягати у листуванні з багатьма дослідниками на континенті. Його експерименти з питомої ваги розчинів, дослідження солей, розвиток аналітичних методів у 1782 році принесли йому медаль Коплі Королівського товариства, членом якого він був обраний у 1780 році. Широку популярність Кірвану в 1784 принесла його полеміка з Г. Кавендішем щодо експериментів останнього з повітрям. 1784 року його було обрано іноземним членом Шведської королівської академії наук.
У 1787 Кірван переїхав до Дублін, де з 1799 до своєї смерті був президентом Ірландської королівської академії. Результатами його роботи стали тридцять вісім книг з метеорології, хімії, геології, магнетизму та філології. У одній з них, про походження Землі та подальшу глобальну катастрофу, він веде жваву дискусію з прихильниками теорії плутонізму Дж. Хаттона. Його геологічні роботи ґрунтувалися на вірі у всесвітній потоп. Так він стверджував, що базальт має водне походження.
Після Унії Великої Британії та Ірландії Кірван відмовився від звання баронета. У 1808 році він став одним із засновників Вернерівського товариства природної історії в Единбурзі.
Сучасники розповідали про ексцентричність Кірвана: він відчував «особливу відразу» до мух, вдома тримав орла та шість великих собак. Він помер у Дубліні у червні 1812 року і був похований там же у церкві Святого Георгія на Нижній Темпл-стріт.

## Праці
- Elements of Mineralogy (1784)
- Essay on Phlogiston and the Constitution of Acids (1787)
- An Estimate of the Temperature of Different Latitudes (1787)
- Essay of the Analysis of Mineral Waters (1799)
- Geological Essays (1799)
- The Manures Most Advantageously Applicable to the Various Sorts of Soils (1796; 6. Aufl. 1806)
- Logick; Or, An Essay on the Elements, Principles, and Different Modes of Reasoning (2 Bände, 1807; Digitalisate: Band I; Band II)
- Metaphysical Essays (1809)
- An Essay on Human Happiness (1810)